# Robert Douglas (ministro)
Robert Douglas (1594 – 1674) è stato un religioso scozzese, ministro del culto della Chiesa di Scozia, partecipò come moderatore all'Assemblea di Westminster.

## Biografia
Figlio di George Douglas, suo padre era probabilmente il figlio illegittimo di Sir George Douglas di Lochleven, fratello di Sir William Douglas, VI conte di Morton. Studio all'Università di Saint Andrews, dove ottenne il Master of Arts nel 1614. Divenne ministro del culto a Kirkcaldy nel 1628 e nel 1629 gli venne offerta la parrocchia di Sout Leith che tuttavia rifiutò. Dopo aver ottenuto il ministero del culto, si aggregò alle brigate di ausiliari scozzesi in qualità di cappellano militare, inviati da Carlo I in supporto della campagna di Gustavo Adolfo di Svezia in Germania durante la guerra dei trent'anni. Nei suoi Analecta:, Robert Woodrow attesta che la saggezza e la perspicacia strategico-militare di Douglas furono molto apprezzate dal sovrano svedese in diverse occasioni. Di ritorno in Scozia, nel 1638 venne nominato tra i membri dell'Assemblea di Westminster, e nel 1639 venne nominato per la seconda carica nella High Church di Edimburgo. Nel 1641 venne inviato come ministro alla Highland Tolbooth Kirk di Edimburgo, luogo di riunione dell'Assemblea Generale della Chiesa di Scozia.

Nel 1642 venne scelto come moderatore per l'Assemblea Generale della Chiesa di Scozia, incarico che gli sarebbe stato ancora assegnato nel 1645, 1647, 1649 e nel 1651. Nel 1643 venne nominato uno dei rappresentanti dei ministri del culto per la Chiesa di Scozia presso l'Assemblea di Westminster.

Nel 1644 seguì come cappellano militare i reggimenti scozzesi nella loro campagna in Inghilterra di cui lascia memoria nei suoi Diari. Egli divenne rapidamente una delle figure centrali all'interno dell'Assemblea Generale della Chiesa di Scozia, e nel 1649 venne trasferito nuovamente nella High Church, dove, insieme con altri commissari presento al parlamento scozzese la Solemn League and Covenant, ovvero l'accordo stipulato con i Roundhead inglesi in materia religiosa, con lo scopo di stringere l'alleanza militare che avrebbe permesso ai puritani inglesi di ottenere la destituzione di Carlo I con l'aiuto militare scozzese. Sempre per conto del Parlamento scozzese fu nominato visitor, ovvero un ispettore incaricato dal governo, per verificare la situazione nelle università scozzesi di Saint Andrews, Aberdeen ed Edimburgo.

Nel 1651 fu uno dei ministri della fede scozzesi che ricevettero re Carlo II a Dunfermline per firmare un accordo sulla libertà di religione in Scozia, ma dal momento che in essa vi erano chiari riferimento a suo padre, Carlo I, il sovrano si rifiutò di firmarlo. Questo rifiuto comportò una spaccatura all'interno della Chiesa di Scozia, e Douglas si trovò a capo della fazione dei resolutioners, ovvero di coloro che volevano continuare a trattare con il sovrano. Il 1º gennaio 1651 Douglas officiò l'incoronazione di Carlo II come re degli Scozzesi presso l'Abbazia di Scone, recitando per l'occasione un sermone nel quale invitò il sovrano a ricordare il suo dovere di mantenere la religione stabilita e di fare in modo che tutte le altre professioni di fede si conformassero a essa. Dopo la sconfitta delle armate di Carlo II alla battaglia di Worcester, il 3 settembre 1651, Oliver Cromwell decise di destituire di fatto il potere della Kirk scozzese, in conseguenza di ciò molti ministri del culto scozzesi fedeli al sovrano vennero arrestati e tra questi lo stesso Douglas che venne condotto a Londra, e venne rilasciato solo nel 1653. Nel 1654, venne nuovamente richiamato a Londra, insieme ad altri ministri scozzesi, per discutere con Cromwell, ormai diventato Lord Protettore, le sorti della Chiesa scozzese. In questa occasione Douglas si presentò come il leader indiscusso della fazione dei presbiteriani moderati, ruolo che mantenne fino alla Restaurazione. Nel 1659 Douglas accompagnò il ministro scozzese James Sharp a Londra per incontrare il generale Monck con il quale discutere sul ritorno di Carlo II in Inghilterra. Dopo la Restaurazione, a Douglas venne offerto di diventare Vescovo di Edimburgo in cambio della sua accettazione dell'introduzione dell'episcopato nella Chiesa di Scozia; a questa offerta Douglas si rifiutò con sdegno e protestò contro lo stesso Sharp che accettò l'offerta in cambio della nomina ad Arcivescovo di St Andrews. Successivamente, per aver rifiutato di accettare l'introduzione dell'episcopato, perse il suo incarico di ministro presso la parrocchia di Greyfriars Kirk il 27 giugno 1662. Nel 1669 il Privy Council scozzese gli concesse di diventare ministro della piccola parrocchia di Pencaitland dove morì nel 1674 all'età di ottant'anni.

## Opere
- The Diary of Mr. Robert Douglas when with the Scottish Army in England, 1644.
- A Sermon preached at Scone, January the first, 1651, at the Coronation of Charles I0, 1651.
- Master Douglas, his Sermon preached at the Down-sitting of the last Parliament of Scotland, 1661